# Transparence (informatique)
Pour les articles homonymes, voir Transparence.
1. Dans les systèmes répartis, la transparence fait référence au fait d'adhérer à une interface externe, autant que possible, qui change alors un comportement interne.
2. Le mot transparence est aussi parfois aussi accolé au terme d'intelligence artificielle[1].

## Dans les systèmes répartis
La transparence dans les systèmes répartis possède huit dimensions, qui ne sont pas indépendantes les unes avec les autres :
Au plus bas niveau :
1. Accès : L'accès à une composante du système réparti, se fait d'une façon unique et uniformisée pour tout le système ;
2. Localisation : L'utilisateur ne connait pas la localisation d'une composante dans le système.

Au niveau intermédiaire :
1. Migration : Les composantes peuvent changer de place dans le système, sans que l'utilisateur n'en soit conscient ;
2. Réplication : Une composante peut être répliquée plusieurs fois, mais l'utilisateur ne la voit comme une seule et unique composante ;
3. Concurrence : L'utilisateur pense qu'il est seul dans le système, même si une composante est utilisée simultané par plusieurs utilisateurs.

À un niveau plus haut :
1. Extensibilité : L'utilisateur ne sait pas comment l'extensibilité est utilisée dans le système réparti ;
2. Performance : L'utilisateur ne sait pas comment la performance est maintenue dans le système ;
3. Défaillance : L'utilisateur ne sait pas comment le système traite les erreurs et assure une qualité de services.

## Dans le domaine de l'intelligence artificielle
Ici la notion de transparence désigne la capacité à rendre accessible et compréhensible le fonctionnement interne d'un système d'IA, incluant ses algorithmes, ses données d'entraînement et ses mécanismes de prise de décision.
Ce concept est lié à celui de confiance dans l'Intelligence artificielle et à la sûreté de l'IA. Il vise à permettre aux utilisateurs, aux développeurs et aux instances de régulation d'auditer et d'évaluer, de manière objective, la logique et les biais potentiels du système, afin d'en garantir la responsabilité et la conformité aux exigences éthiques et légales. Cette transparence (par opposition à l'IA « boite noire ») est un pilier fondamental pour instaurer la confiance dans les technologies d'IA, et favoriser une gouvernance responsable en assurant notamment une interprétabilité des modèles et une communication claire sur leurs limites et performances.